# Bombe tuyau
La bombe tuyau (en anglais : pipe bomb) est un engin explosif improvisé, formé d'un étroit tuyau scellé rempli d'explosif.

## Conception

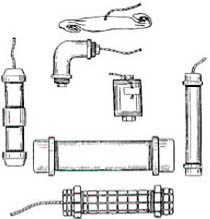
Différentes formes de bombes tuyau.

La bombe tuyau est généralement composée d'un morceau de conduite d'eau en acier fermé aux deux extrémités à l'aide de capuchons en acier ou en laiton et dans lequel est introduit le mélange explosif. Une mèche est insérée au travers d'un trou fait dans le tuyau ou des bouchons.
Le matériel et les méthodes utilisés pour concevoir de telles bombes improvisées entraîne fréquemment des explosions prématurées qui blessent ou tuent les concepteurs.

## Distances de sûreté
Le département de la Sécurité intérieure des États-Unis recommande une distance d'évacuation d'au moins 21 m en intérieur et 366 m en extérieur pour une bombe tuyau.

## Usage
Les bombes tuyau remplacent majoritairement d'autres engins explosifs plus difficiles à se procurer telles que les grenades. Elles sont utilisées à partir de 1936, pendant la guerre civile espagnole, mais se multiplient durant la Seconde Guerre mondiale avec les membres de la Home Guard.
Dans plusieurs pays, la fabrication ou la possession de bombe tuyau est un délit.